# محرم سیدوف
محرم سیدوف (ترکی آذربایجانی: Məhərrəm Mirəziz oğlu Seyidov) قهرمان ملی جمهوری آذربایجان می‌باشد، که در جنگ قره‌باغ کشته شده‌است.

## زندگی‌نامه
محرم سیدوف در ۷ سپتامبر سال ۱۹۵۲، در منطقهٔ مسکونی الیسار شهرستان شرور جمهوری خودمختار نخجوان آذربایجان شوروی تولد یافت. در سال ۱۹۶۹، آموزش متوسطه‌اش را در مدرسه ای به نام نریمان نریمانف واقع در رویستای خودش به اتمام رساند. پس از آنکه خدمت سربازیش را پایان داد، به عنوان مأمور پلیس در اداره وزارت کشور شهر خرسون استخدام شد.
مقامات وقت شوروی از وی به خاطر خدمات متمایز و برجسته در حفظ نظم و امنیت و آسایش عمومی در طی برگزاری بازی‌های المپیک تابستانی ۱۹۸۰ در مسکو با اعطاء نشان تقدیر کردند.
بعدها محرم سیدوف به تحصیلات خود در آکادمی ویژه نیروی نظامی ادامه داد. او که سروان پلیس بود، سمت بازپرسی ارشد در بخش امنیت اداره وزارت داخله (کشور) نخجوان را در کارنامه خود دارد.

## جنگ قره‌باغ
به دنبال تصرف روستای کرکی نخجوان در تاریخ ۱۶ ژانویه سال ۱۹۹۰، نیروهای ارمنستان شروع به یورش به سمت شهرستان سدرک کردند. اداره وزارت کشور شرور در وی دریافت اطلاعاتی مبنی بر این حمله، گروهی از پلیسان که شامل محرم سیدوف هم بود، را برای دفاع از روستا فوراً به خط مقدم جبهه جنگ اعزام کرد. در ۱۹ ژانویه همان سال، او به هنگام نجات فرمانده «آذر سیدوف»، در نبرد بر سر سدرک مورد اصابت گلوله قرار گرفته و کشته شد.
او در خیابان شهداء (آرامگاه شهدا) شرور به خاک سپرده شد. یک مدرسه و همچنین یک خیابان که در آن مجسمه برنزی وی نیز نصب شده، در شهرستان شرور نام محرم سیدوف را به یدک می‌کشد.

## نشان
بر اساس فرمان شماره ۸۳۱ رئیس‌جمهوری آذربایجان مورخ ۶ ژوئن سال ۱۹۹۲، نشان قهرمان ملی جمهوری آذربایجان، بالاترین افتخار این کشور، بعد از مرگش به محرم سیدوف اهدا گردید.

## خانواده
محرم سیدوف متأهل و ۴ فرزند را دارا بود.